# Satsuki Itō
Satsuki Itō (jap. 伊藤 さつき Itō Satsuki; ur. 30 kwietnia 1993 w Hino) – japońska narciarka dowolna, specjalizująca się w jeździe po muldach. W 2015 roku wystartowała na mistrzostwach świata w Kreischbergu, gdzie zajęła 22. lokatę w jeździe po muldach podwójnych i 26. miejsce w jeździe po muldach. Najlepsze wyniki w Pucharze Świata osiągnęła w sezonie 2014/2015, kiedy zajęła 46. miejsce w klasyfikacji generalnej, a w klasyfikacji jazdy po muldach była trzynasta. Nie startowała na igrzyskach olimpijskich.

## Osiągnięcia

### Mistrzostwa świata
| Miejsce | Dzień       | Rok  | Miejscowość | Konkurencja      | Zwycięzca               |
| ------- | ----------- | ---- | ----------- | ---------------- | ----------------------- |
| 26.     | 18 stycznia | 2015 | Kreischberg | Jazda po muldach | Justine Dufour-Lapointe |
| 22.     | 19 stycznia | 2015 | Kreischberg | Muldy podwójne   | Hannah Kearney          |

### Puchar Świata

#### Miejsca w klasyfikacji generalnej
- sezon 2009/2010: 130.
- sezon 2012/2013: 213.
- sezon 2013/2014: 123.
- sezon 2014/2015: 46.
- sezon 2015/2016: 80.

#### Miejsca na podium w zawodach
1. Tazawako – 1 marca 2015 (muldy podwójne) – 2. miejsce